# Сеньория де Куэльяр

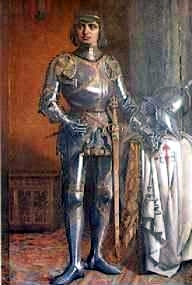
Бельтран де ла Куэва (1443—1492), 1-й герцог де Альбуркерке (1465—1492)

Герб маркизов де Куэльяр

Сеньория де Куэльяр — феодальное поместье (манор) в составе Королевства Кастилия и Леон. Вилла Куэльяр длительное время была часть коронного домена. В 1464 году король Кастилии Энрике IV предоставил сеньорию де Куэльяр для своего фаворита Бельтрана де ла Куэвы (1443—1492), магистру Ордена Сантьяго (1462—1463) и первому герцогу де Альбуркерке (с 1464 года).
В 1562 году сеньория де Куэльяр было возведено в ранг маркиза. Первым маркизом де Куэльяр стал Франсиско II Фернандес де ла Куэва и Хирон (1510—1563), 4-й сеньор де Куэльяр и 4-й герцог де Альбуркерке. Наследники герцога де Альбуркерке стали носить титул учтивости — маркиз де Куэльяр.

## История

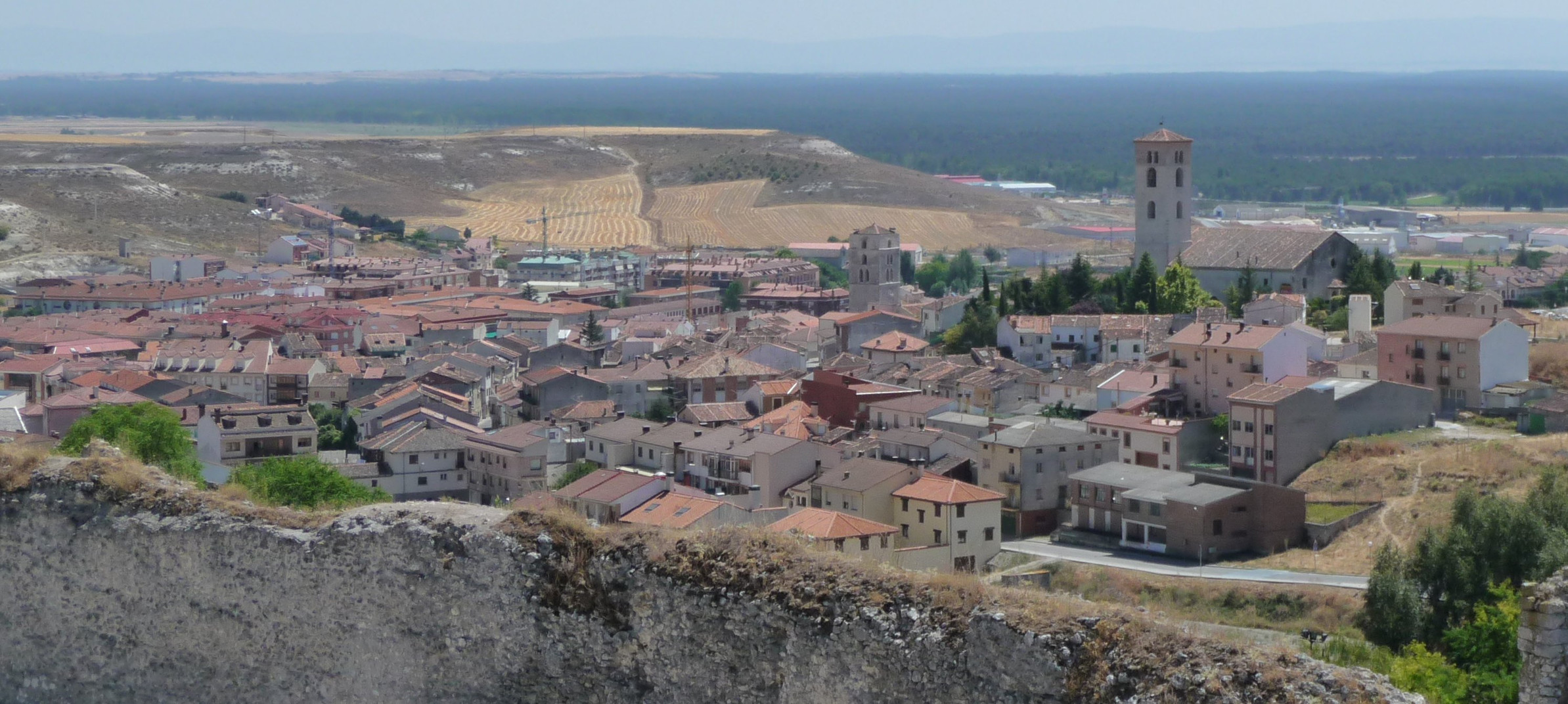
Вид города Куэльяр.

Заселение виллы Куэльяр и её окрестностей произошло в последней четверти XI века и было проведено магнатом Педро Ансуресом. В XIII веке сеньория де Куэльяр стала принадлежать инфанту Мануэлю Кастильскому и его потомкам, пока в 1381 году она не оказалась в руках короля Кастилии Хуана I, который предоставил ее три года спустя в качестве приданого своей жене Беатрис Португальской. Затем сеньория Куэльяр была передана королю Арагона Фердинанду I и перешла в состав Арагонского королевства. В 1434—1439, 1444—1453 годах сеньория дважды принадлежала кастильскому временщику Альваро де Луне. После смерти Альваро де Луны король Кастилии Хуан II пожаловал сеньорию своей младшей дочери Изабелле. В 1464 году король Кастилии Энрике IV выкупил виллу Куэльяр у своей сестры Изабеллы и передал сеньорию своему любимцу Бельтрану де ла Куэве, 1-му герцоге Альбуркерке. Куэльяр стал одним из поместий, которые монарх Кастилии пожаловал Бельтрану де ла Куэве за его отказ от должности великого магистра Ордена Сантьяго.
Из-за своего географического положения, на полпути между Сеговией и Вальядолидом, Бельтран де ла Куэва выбрал его в качестве своей временной резиденции, реконструируя и расширяя замок-дворец, а также укрепляя крепостные стены города. Таким образом, вилла Куэльяр стала собственность дома де ла Куэва, поместье было возведено в ранг маркизата в 1562 году, хотя этот титул уже упоминается в 1530 году, когда его носил старший сын герцога Альбуркерке. Название, имущество и арендная плата виллы Куэльяр оставались в частной собственности герцогов де Альбуркерке до 1811 года, в котором были упразднены феодальные сеньории (маноры) в Испании. Сохранился только титул маркизов де Куэльяр, которые остались владельцами возведенных за их счет зданий, включая замок, крепостные стены и некоторые религиозные объекты.

## Сеньоры де Куэльяр
| Номер              | Титул | Период             |
| Сеньоры де Куэльяр | Сеньоры де Куэльяр | Сеньоры де Куэльяр |
| ------------------ | --- | ------------------ |
|                    | Мануэль, инфант Кастилии (1234—1283), седьмой (младший) сын короля Фернандо III Кастильского (1199—1252) от первого брака с Беатрисой Швабской (1203—1235). | 1252—1283          |
|                    | Дон Хуан Мануэль (1282—1348), сын инфанта Мануэля Кастильского (1234—1283), 1-го сеньора де Вильена, Эскалона и Пеньяфьель, от второго брака с Беатрисой Савойской (1250—1292). | 1283—1348          |
|                    | Хуан эль Туэрто (Одноглазый), сеньор Бискайи (? — 1326), сын Марии I Диас де Аро (ок. 1270—1342), от которой он унаследовал сеньорию де Бискайя, и ее мужа, инфанта Хуана Кастильского (1262—1319), сеньора Валенсия-де-Кампос                                                                                 | 1319—1325          |
|                    | Фернандо Мануэль де Вильена (? — 1350), сын Хуана Мануэля от третьего брака с Бланкой Нуньес де Ла Серда и Лара] (1311—1347) | 1348—1350          |
|                    | Хуана Мануэль де Вильена (1339—1381), дочь Хуана Мануэля (1282—1348) от третьего брака с Бланкой Нуньес де Лара (1311—1347). | 1350—1381          |
|                    | Хуан I (1358—1390), король Кастилии (1379—1390), сын короля Кастилии Энрике II Трастамары и Хуаны де Вильена | 1381—1383          |
|                    | Беатриса Португальская (1373—1420), королева-консорт Кастилии (1382—1390), дочь короля Португалии Фернанду I и королевы Леоноры Теллеш де Менезеш | 1383—1390          |
|                    | Фердинанд I Справедливый (1380—1416), король Арагона (1412—1416), второй сын короля Хуана I Кастильского и Элеоноры Арагонской | 1390—1416          |
|                    | Хуан II (1398—1479), король Арагона (1458—1479), второй сын Фернандо I, короля Арагона, Валенсии, Майорки, Сардинии, Сицилии, и Элеоноры Урраки Кастильской | 1416—1430          |
|                    | Фредерик Арагонский (ок. 1401—1438), 4-й граф де Луна, незаконнорожденный сын короля Сицилии Мартина Младшего и сицилийской дворянки Тарсии Риццани. | 1430—1433          |
|                    | Иоланда Арагонская (ок. 1390—1428), графиня де Ньебла, внебрачная дочь короля Сицилии Мартина I от его любовницы Агаты де Пеше | 1433—1434          |
|                    | Альваро де Луна (ок. 1390—1453), констебль Кастилии, внебрачный сын кастильского дворянина Альваро Мартинеса де Луны и Марии Фернандес де Хараны | 1434—1439          |
|                    | Хуан II (1398—1479), король Арагона (1458—1479), второй сын Фернандо I, короля Арагона, Валенсии, Майорки, Сардинии, Сицилии, и Элеоноры Урраки Кастильской | 1439—1444          |
|                    | Альваро де Луна (ок. 1390—1453), констебль Кастилии, внебрачный сын кастильского дворянина Альваро Мартинеса де Луны и Марии Фернандес де Хараны | 1444—1453          |
|                    | Изабелла I Кастильская (1451—1504), инфанта Кастилии, дочь короля Кастилии Хуана II от второго брака с Изабеллой Португальской | 1453—1464          |
|                    | Бельтран де ла Куэва и Меркадо (1443—1492), 1-й герцог Альбуркерке, второй сын Диего Фернандеса де ла Куэва (ок. 1410—1473), 1-го виконта Уэльма (1460—1473), и Майор Альфонсо де Меркадо | 1464—1492          |
|                    | Франсиско де ла Куэва и Мендоса (1467—1526), 2-й герцог Альбуркерке, старший сын Бельтрана де ла Куэва (1443—1492), 1-го герцога Альбуркерке (1464—1492), и Менсии Уртадо де Мендоса и Луна. | 1492—1526          |
|                    | Бельтран II де ла Куэва и Толедо (1478—1560), 3-й герцог Альбуркерке, старший сын Франсиско де ла Куэва и Мендоса (1467—1526), 2-го герцога Альбуркерке (1492—1526), и Франсиски Альварес де Толедо, дочери Гарсии Альвареса де Толедо, 1-го герцога Альба.                                                    | 1526—1560          |
|                    | Франсиско II Фернандес де ла Куэва и Хирон (1510—1563), 4-й герцог Альбуркерке, старший сын Бельтрана II де ла Куэва и Толедо (1478—1560), 3-го герцога Альбуркерке (1526—1560), и Изабель Хирон и Вега, дочери Хуана Тельес-Хирона (1456—1528), 2-го графа Уреньи (1469—1528), и Леонор де ла Вега и Веласко. | 1560—1563          |
|                    | В 1562 году сеньория де Куэльяр была возведена в ранг маркизата де Куэльяр |                    |